# Ploëzal
Ploëzal (bret. Pleuzal) – miejscowość i gmina we Francji, w regionie Bretania, w departamencie Côtes-d’Armor.
Według danych na rok 1990 gminę zamieszkiwały 1232 osoby, a gęstość zaludnienia wynosiła 47 osób/km² (wśród 1269 gmin Bretanii Ploëzal plasuje się na 496. miejscu pod względem liczby ludności, natomiast pod względem powierzchni na miejscu 347.).